# Volkswagen Microbus/Microvan

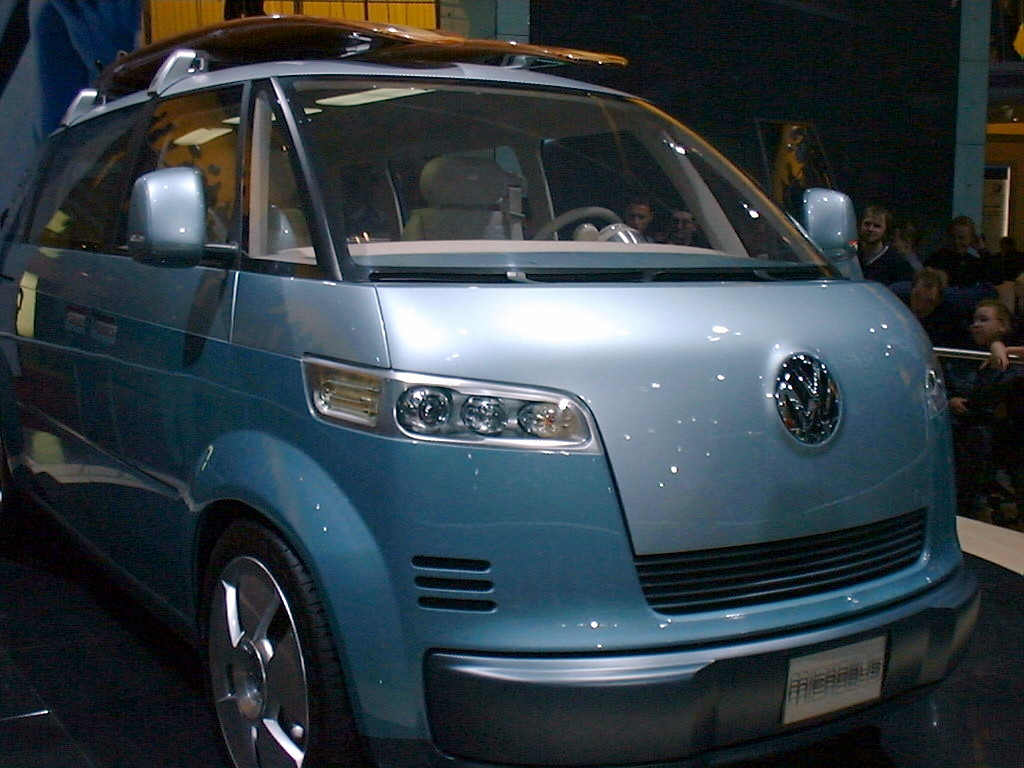
VW Microbus Studie (IAA 2001)

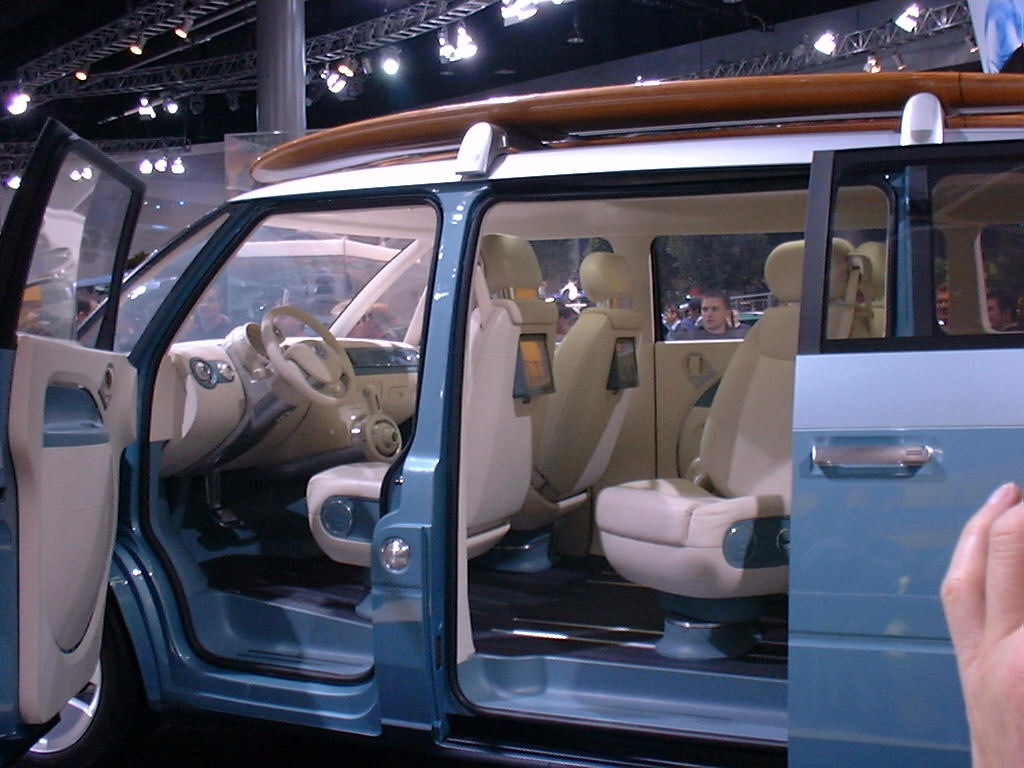
VW Microbus Studie (IAA 2001)

Volkswagen Microbus/Microvan, en planerad bilmodell från Volkswagen lanserad 2001. Tillverkningen kom dock aldrig igång.
Volkswagen Microbus eller Microvan, presenterades på bilutställningen i Detroit i januari 2001. Volkswagens designstudio i USA, närmare bestämt i Simi Valley i Kalifornien skapade bilmodellen. Framtidsbussen anknyter till den första VW-bussen från 1950, som i USA kallades för Microbus.
Volkswagen Microbus hade en 1,1 liters motor på 25 hk ( 
Bilen var planerad att tillverkas i fabriken i Hannover